# 괴산 보안사 석조약사여래좌상
괴산 보안사 석조약사여래좌상(槐山 寶安寺 石造藥師如來坐像)은 충청북도 괴산군 청안면 효근리, 보안사에 있는 고려시대의 불상이다. 1998년 1월 9일 충청북도의 문화재자료 제22호로 지정되었다.

## 개요
충청북도 괴산군 청안면 효근리에 있는 보안사(寶安寺) 대웅전 안에 모시고 있는 석조여래좌상으로 광배(光背)와 대좌(臺座)는 남아 있지 않으나 불상은 크게 훼손되지 않았다.
얼굴에 비해 어깨가 위축되었으며 턱을 내리는 등 조각수법이 둔화되는 양상을 보이고 있다. 손의 표현으로 보아 왼손 위에 약그릇을 들고 있던 것으로 보이는데 지금은 없어진 상태이며, 약사여래를 표현한 것으로 추정된다.
표현이 둔화되고 위축된 고려 후기 불상양식을 보여주고 있는 작품이다.

## 참고 자료
- 괴산 보안사 석조약사여래좌상 - 국가유산청 국가유산포털